# Bala (jezioro)
Bala (ang. Bala Lake, wal. Llyn Tegid) – jezioro w północnej Walii (Wielka Brytania), w hrabstwie Gwynedd, w granicach Parku Narodowego Eryri (Snowdonia). Jest to największy pod względem powierzchni naturalny zbiornik wodny na terenie Walii (4,15 km²), ustępujący wielkością dwóm jeziorom antropogenicznym – Llyn Trawsfynydd i Vyrnwy (Llyn Efyrnwy).
Jezioro o podłużnym kształcie, rozciąga się na długości około 5,5 km, szerokość sięga do około 1 km. Średnia głębokość wynosi 25,7 m, a głębokość maksymalna – 43,0 m. Lustro jeziora znajduje się na wysokości 158 m n.p.m. Objętość wynosi blisko 106,8 mln m³.
Jezioro otoczone jest przez niskie góry. Przepływa przez nie rzeka Dee (Dyfrdwy). Nad północnym brzegiem położone jest miasto Bala (Y Bala).
Wzdłuż wschodniego brzegu jeziora prowadzi linia zabytkowej kolei wąskotorowej Bala Lake Railway.